# Eparchie džankojská
Eparchie Džankoj je eparchie ruské pravoslavné církve nacházející se v Rusku.

## Území a titul biskupa
Zahrnuje správní hranice území Džankojského, Krasnogvardějského, Krasnoperekopského, Nižněgorského, Pervomajského, Razdolněnského a Sovětského rajónu Krymské republiky.
Eparchiálnímu biskupovi náleží titul biskup džankojský a razdolněnský.

## Historie
Dne 11. listopadu 2008 byla rozhodnutím Svatého synodu Ukrajinské pravoslavné církve (Moskevského patriarchátu) oddělena eparchie džankojská od eparchie simferopolské.
Eparchie byla tedy pod správou Ukrajinské pravoslavné církve (Moskevského patriarchátu) a 7. června 2022 byla přijata pod přímou jurisdikci Moskevského patriarchátu. Stala se součástí nově vzniklé krymské metropole.

## Seznam biskupů
- 2008–2009 Nektarij (Frolov)
- 2009–2010 Ioann (Siopko), dočasný administrátor
- 2010–2021 Alipij (Kozolij)
- 2021–2022 Nestor (Doněnko), dočasný administrátor
- od 2022 Alexij (Ovsjannikov)